# Sibia de Taïwan
Heterophasia auricularis
Espèce
Statut de conservation UICN

 LC  : Préoccupation mineure
La Sibia de Taïwan (Heterophasia auricularis), aussi appelé garrulaxe oreillard ou tibia à oreilles blanches, est une espèce de passereaux de la famille des Leiothrichidae.

## Répartition et habitat
Cet oiseau vit dans les forêts tempérées de Taïwan.